# Burgos-Rundfahrt 2008
Die 20. Burgos-Rundfahrt war ein Rad-Etappenrennen, dass vom 5. bis 9. August 2008 stattfand. Die Rundfahrt wurde in fünf Etappen über eine Distanz von 800,4 Kilometern ausgetragen. Das letzte Teilstück war die Königsetappe mit einer Bergankunft im 1.853 m hoch gelegenen Lagunas de Neila. Auf diesem letzten Teilstück übernahm der Spanier Xabier Zandio die Gesamtführung. Die Burgos-Rundfahrt gehört zur Rennserie UCI Europe Tour 2008 und ist dort in die höchste Kategorie 2.HC eingestuft.

## Etappen
| Etappe    | Tag       | Start – Ziel                                                  | km    | Etappensieger        | Führender      |
| --------- | --------- | ------------------------------------------------------------- | ----- | -------------------- | -------------- |
| 1. Etappe | 5. August | Medina de Pomar – Villarcayo de Merindad de Castilla la Vieja | 147,7 | Andrej Kunizki       | Andrej Kunizki |
| 2. Etappe | 6. August | Belorado – Miranda de Ebro                                    | 185,9 | Jauheni Hutarowitsch | Andrej Kunizki |
| 3. Etappe | 7. August | Melgar de Fernamental – Burgos                                | 149,3 | Koldo Fernández      | Andrej Kunizki |
| 4. Etappe | 8. August | Burgos – Aranda de Duero                                      | 162,1 | Jauheni Hutarowitsch | Andrej Kunizki |
| 5. Etappe | 9. August | Areniscas de los Pinaros – Lagunas de Neila                   | 155,4 | Juan José Cobo       | Xabier Zandio  |